# Janiek Pomba
Janiek Pomba (* 10. Oktober 2000) ist ein surinamesischer Leichtathlet, der sich auf den Langstreckenlauf spezialisiert hat.

## Sportliche Laufbahn
Erste internationale Erfolge feierte Janiek Pomba im Jahr 2022, als er beim Rotterdam-Marathon mit 2:31:48 h einen neuen Landesrekord im Marathonlauf aufstellte. Im Oktober nahm er im 10.000-Meter-Lauf an den Südamerikaspielen in Asunción teil und belegte dort in 35:15,66 min den fünften Platz.

## Persönliche Bestleistungen
- 5000 Meter: 16:20,39 min, 19. August 2022 in Wageningen
- 10.000 Meter: 35:15,66 min, 14. Oktober 2022 in Asunción
- Marathon: 2:31:48 h, 10. April 2022 in Rotterdam (surinamischer Rekord)